# Un'idiozia conquistata a fatica. Gaber 98/99
Un'idiozia conquistata a fatica. Gaber 98/99 è un doppio album dal vivo del cantautore italiano Giorgio Gaber, pubblicato nel 1999 e venduto esclusivamente nei teatri durante le rappresentazioni.
È la registrazione dello spettacolo omonimo effettuata nell'ottobre del 1998. Ora è in commercio il CD Un'idiozia conquistata a fatica che comprende il repertorio dal 1997 al 2000.

## Tracce
Testi di Gaber e Luporini, musiche di Gaber.
CD 1
1. L'ingenuo
2. Il luogo del pensiero
3. La stanza del bambino
4. Il grido
5. La legge
6. Secondo me la donna
7. Mi vedo
8. Incontro
9. Il potere dei più buoni
10. Il pelo
11. Il mercato

CD 2
1. I barbari
2. La pecora Dolly
3. Canzone dell'appartenenza
4. Che bella gente
5. Spettacolo puro
6. La democrazia
7. Il conformista
8. L'ingenuo (seconda parte)
9. Una nuova coscienza
10. Destra-Sinistra
11. Qualcuno era comunista

## Formazione
- Giorgio Gaber - voce
- Gianni Martini - chitarre
- Claudio De Mattei - basso
- Luigi Campoccia - tastiere
- Luca Ravagni - tastiere e fiati
- Enrico Spigno - batteria

### Produzione
- Gianni Neri - ingegneria del suono